# پیوتر ماواخوفسکی
پیوتر ماواخوفسکی (لهستانی: Piotr Małachowski؛ زادهٔ ۷ ژوئن ۱۹۸۳) یک پرتاب‌گر دیسک اهل لهستان است.
از افتخارات وی میتوان به کسب مدال نقره پرتاب دیسک در بازی‌های المپیک تابستانی ۲۰۰۸ اشاره کرد.